# Lijón de León
Lijón León de León (Malacatán; 19 de abril de 1943) es un exfutbolista guatemalteco que jugó de defensa.

## Trayectoria
Era apodado "el chino" y debutó con tan solo 13 años con el Marquense. Luego, jugó en la Liga Nacional con el Xelajú Mario Camposeco y Aurora.
En 1972, fichó por el Municipal, club donde consiguió sus mayores logros. Estuvo con Municipal hasta mediados de 1980, ya que se trasladó al Finanzas Industriales hasta retirarse en 1982.

## Selección nacional
Hizo su primera aparición con la selección de Guatemala en el Campeonato de Naciones de la Concacaf de Honduras 1967, torneo que ganó.
En 1968 participó en tres partidos clasificatorios del Mundial de México 1970 y fue convocado a los Juegos Olímpicos también en México, donde quedó en cuartos de final.

### Participaciones en Juegos Olímpicos
| Torneo                   | Sede   | Resultado        |
| ------------------------ | ------ | ---------------- |
| Juegos Olímpicos de 1968 | México | Cuartos de final |

## Clubes
| Club                   | País      | Año       |
| ---------------------- | --------- | --------- |
| Marquense              | Guatemala | 1957-1963 |
| Xelajú Mario Camposeco | Guatemala | 1964-1966 |
| Aurora                 | Guatemala | 1967-1970 |
| Xelajú Mario Camposeco | Guatemala | 1970-1972 |
| Municipal              | Guatemala | 1972-1980 |
| Finanzas Industriales  | Guatemala | 1980-1982 |

## Palmarés

### Títulos nacionales
| Título                    | Equipo    | País      | Año     |
| ------------------------- | --------- | --------- | ------- |
| Liga Nacional             | Aurora    | Guatemala | 1967-68 |
| Copa Nacional             | Aurora    | Guatemala | 1967-68 |
| Copa Campeón de Campeones | Aurora    | Guatemala | 1968    |
| Copa Nacional             | Aurora    | Guatemala | 1968-69 |
| Liga Nacional             | Municipal | Guatemala | 1973    |
| Liga Nacional             | Municipal | Guatemala | 1974    |
| Liga Nacional             | Municipal | Guatemala | 1976    |
| Copa Campeón de Campeones | Municipal | Guatemala | 1977    |

### Títulos internacionales
| Título                                | Equipo (*) | País      | Año  |
| ------------------------------------- | ---------- | --------- | ---- |
| Campeonato de Naciones de la Concacaf | Guatemala  | Honduras  | 1967 |
| Copa Fraternidad Centroamericana      | Municipal  | Guatemala | 1974 |
| Copa de Campeones de la Concacaf      | Municipal  | Guatemala | 1974 |
| Copa Fraternidad Centroamericana      | Municipal  | Guatemala | 1977 |

(*) Incluyendo la Selección.